# قلعه الرفصه
قلعه رفصه (به عربی: قلعة الرفصة)
یکی از مشهورترین قلعه‌های شهرستان صور
به عربی ( ولایة صور )، از توابع منطقه شرقی در کشور پادشاهی عمان است، ویکی از (نقاط دیدنی سلطنت عمان) به‌شمار می‌آید. این قلعه در مدخل ورودی ولایة صور  قرار دارد، در دوران گذشته این قلعه نقش مهمی در نظار ت و حفاظت از منطقه داشته بوده‌است، نگهبانانی در قلعه گماشته بودند که نظارت خروج و ورود، راهای شهر صور و منطقه را به عهده داشته بودند، و به حکم موقعیت قلعه که بر فراز قله کوهی بلند قرار داشته بود تمام (منطقهٔ صور) و راه‌های پیرامون آن به‌وسیله دیده‌بان‌ها نظارت می‌شد، و منطقه شرقی کاملاً جلو چشم دیده‌بان‌ها قابل رؤیت بود، و هر حرکتی غیرطبیعی ملاحظه می‌کردند به حاکم ابلاغ می‌کردند. همچنین زنجیر فولادینی جلو قلعه بسته بودند که از ورود بیگانه به درون قلعه جلوگیری کند، این زنجیر توسط نگهبانان مهار بود.